# 324

324(삼백이십사)는 323보다 크고 325보다 작은 자연수다.

## 수학
- 합성수로, 그 약수는 총 15개다. (1, 2, 3, 4, 6, 9, 12, 18, 27, 36, 54, 81, 108, 162, 324)
  - 324의 진약수의 합은 523이므로, 324는 과잉수다.
- 18번째 제곱수(182)다. 앞의 제곱수는 289, 다음은 361이다.
- 26번째 불가촉수다. 앞의 불가촉수는 322, 다음은 326이다.
- {\displaystyle 53^{6}-1}은 324로 나누어떨어진다.

## 과학
- NGC 324(영어판): 봉황자리 방향에 있는 렌즈형 은하.

## 교통

### 철도
- 수도권 전철 3호선 홍제역의 역번호.
- 대구 도시철도 3호선 팔달시장역의 역번호.

### 도로
- 일본 324번 국도(일본어판): 나가사키현 나가사키시에서 구마모토현 우키시까지 이어지는 일본의 국도.
- 현도 제324호선

## 군사
- U-324(영어판): 제2차 세계 대전에 사용된 나치 독일의 군용 잠수함.

## 문화유산
- 대한민국의 국보 제324호: 이제 개국공신교서
- 대한민국의 보물 제324호: 여수진남관 (해제)[a]
- 대한민국의 사적 제324호: 서울 구 서대문형무소

## 방송
- U+ TV의 투니버스 채널 번호.

## 기타
- 날짜: 3월 24일
- 연도: 324년, 기원전 324년